# Будимирци
Будимирци (мкд. Будимирци) су насеље у Северној Македонији, у јужном делу државе. Будимирци припадају општини Новаци.

## Географија
Насеље Груништа је смештено у крајње јужном делу Северне Македоније, близу државне границе са Грчком (10 km јужно од села). Од најближег већег града, Битоља, насеље је удаљено 52 km источно.
Будимирци се налазе у јужном делу високопланинске области Маријово, као једно од најзабаченијих, али и етнички најчистијих делова православног словенског живља на тлу Македоније. Насеље је положено на омањој висоравни, од које се јужно издиже планина Ниџе. Западно од села протиче Црна река, која у овом делу тока прави велику клисуру. Надморска висина насеља је приближно 850 метара.
Клима у насељу је планинска због знатне надморске висине.

## Историја
У месту је уређено српско војничко гробље, из времена ослободилачких рата које је водила Србија.

## Становништво
Будимирци су према последњем попису из 2002. године имали 30 становника.
Претежно становништво су етнички Македонци.
Већинска вероисповест је православље.